# Dach pilasty

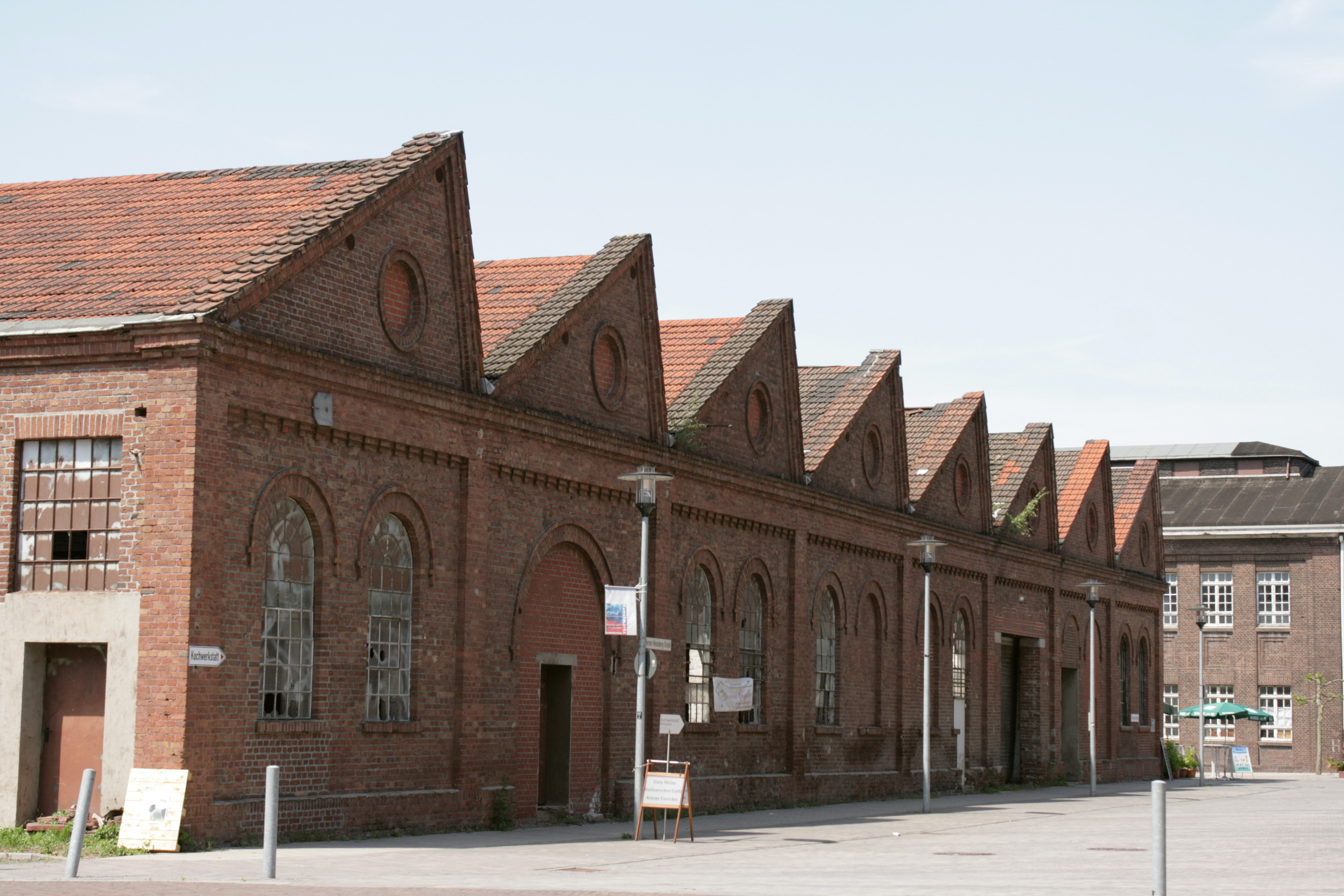
Herten – hala przekryta dachem pilastym

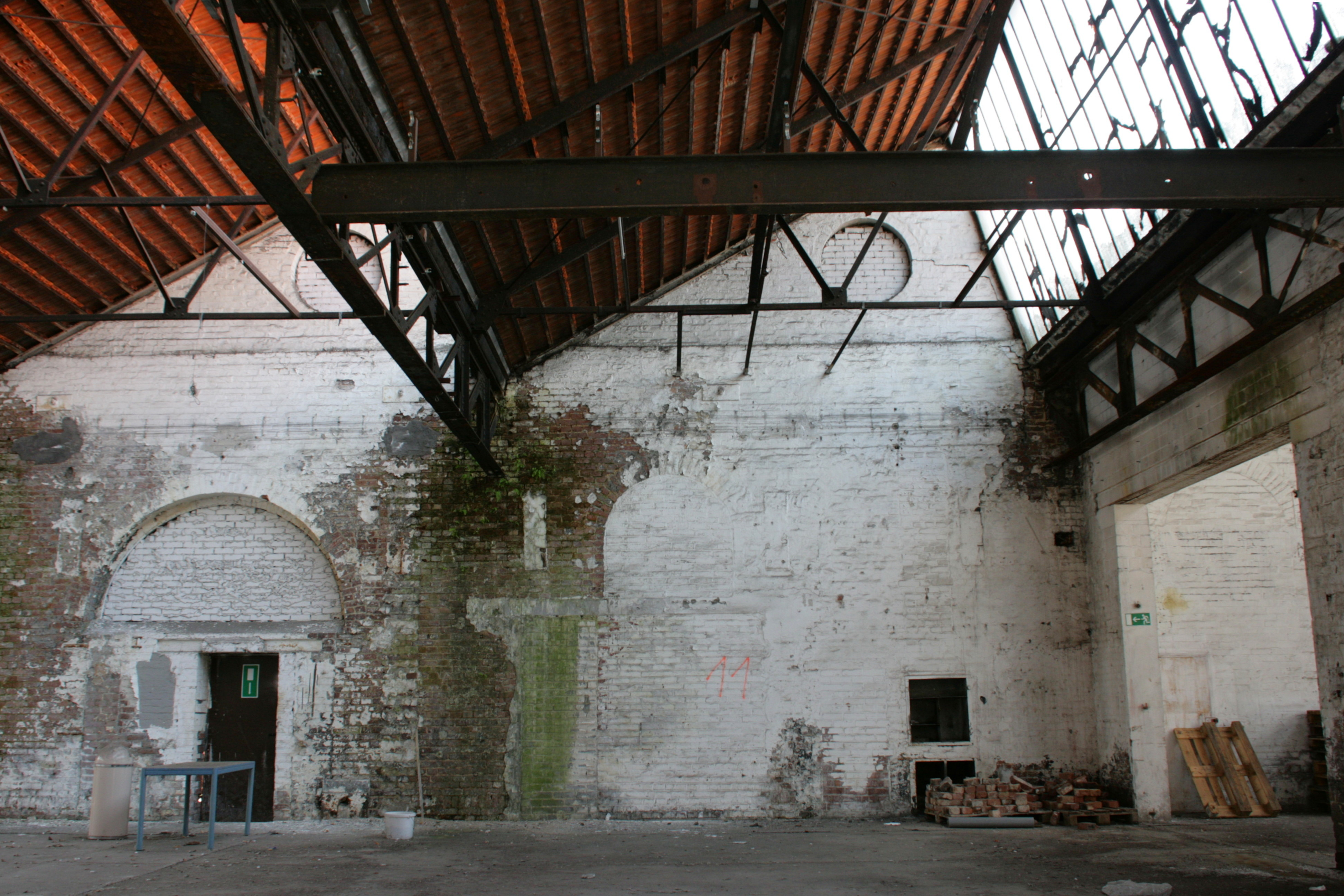
Herten – widok dachu pilastego od strony wnętrza hali

Dach pilasty, inaczej dach szedowy lub zębaty – dach składający się z kilku niesymetrycznych dachów dwuspadowych ułożonych jeden za drugim w taki sposób, że przekrój poprzeczny dachu jest linią zębatą. Zazwyczaj w dachu pilastym dachy mniej strome tworzą przekrycie, natomiast w połaciach bardziej stromych umieszczone są okna. Dach pilasty może tworzyć również kilka dachów jednospadowych. Dachy takie stosowane są przede wszystkim do krycia hal przemysłowych.